# 木津川駅

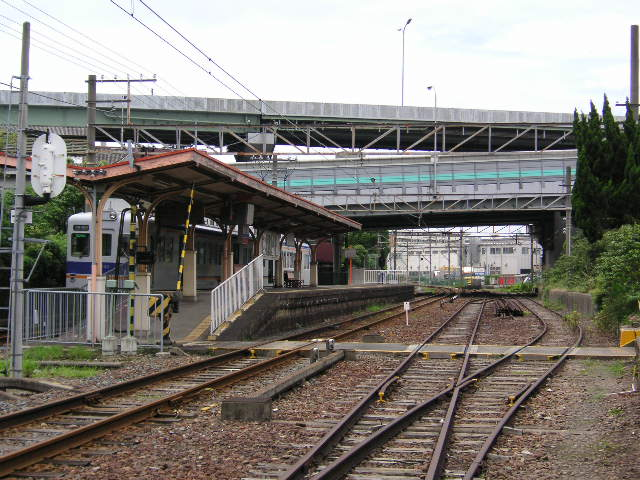
駅構外から見た全景（2006年7月。左が旅客ホーム、右に広がるのが貨物側線跡）

木津川駅（きづがわえき）は、大阪府大阪市西成区北津守一丁目にある、南海電気鉄道高野線（汐見橋線）の駅。駅番号はNK06-3。

## 歴史
- 1900年（明治33年）9月3日：高野鉄道の道頓堀（現・汐見橋） - 大小路（現・堺東）間延伸と同時に開業。
- 1907年（明治40年）11月15日：会社合併により高野登山鉄道の駅となる。
- 1915年（大正4年）4月30日：社名変更により大阪高野鉄道の駅となる。
- 1922年（大正11年）9月6日：会社合併により南海鉄道の駅となる。
- 1940年（昭和15年）9月1日：新駅舎使用開始[1]。
- 1944年（昭和19年）6月1日：会社合併により近畿日本鉄道の駅となる。
- 1947年（昭和22年）6月1日：路線譲渡により南海電気鉄道の駅となる。
- 2025年（令和7年）2月4日：自動券売機が撤去。

## 駅構造

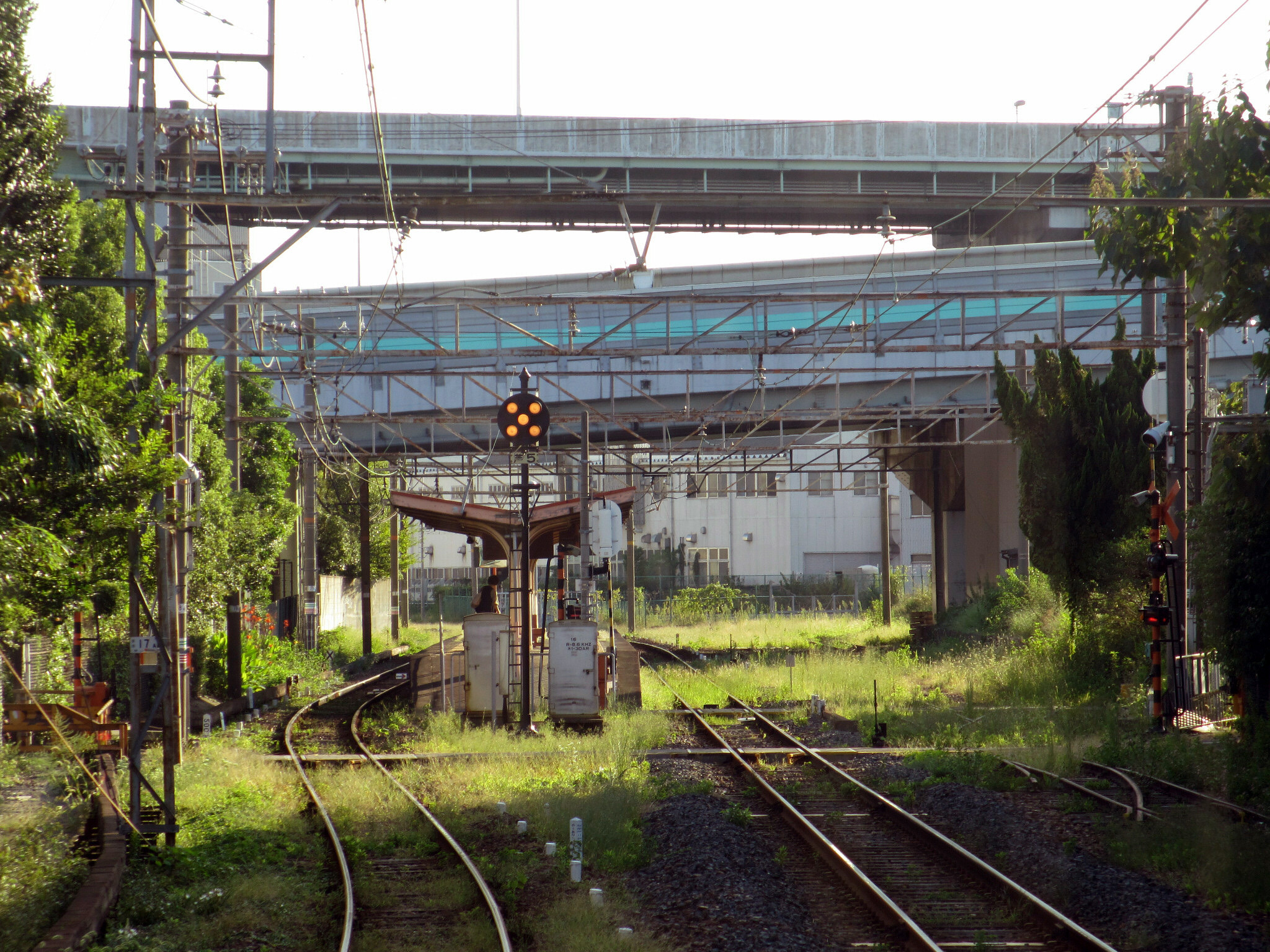
構内（2013年10月）

島式ホーム1面2線を有する地上駅。駅舎は線路から見て西側にあり、駅舎とホームは汐見橋寄りの構内踏切で連絡している。構内に貨物用側線が2本あるが、現在は駅に隣接した踏切と本線合流部の2箇所で線路が切られている。遠隔管理を受けた無人駅となっている。トイレは2023年（令和5年）7月31日をもって閉鎖された。

### のりば
| のりば | 路線               | 方向 | 行先         |
| ------ | ------------------ | ---- | ------------ |
| 1      | 高野線（汐見橋線） | 下り | 岸里玉出方面 |
| 2      | 高野線（汐見橋線） | 上り | 汐見橋方面   |

- 実際の案内標にのりば番号は明記されていないが、公式サイトの駅構内図では上記のようになっている。駅舎側が2番のりばである。

## 利用状況
2019年（令和元年）次の1日平均乗降人員は141人（乗車人員：72人、降車人員：69人）である。
汐見橋線（岸里玉出駅含む）のみならず、大阪市の鉄道駅全体で最少である。利用者が極端に少ない上に駅舎の場所が分かりにくいため、「大都会の中の秘境駅」と呼ばれることもある。
近年の1日平均乗降・乗車人員の推移は以下のとおり。
| 年次   | 1日平均 乗降人員 | 1日平均 乗車人員 | 順位 | 出典          |
| ------ | ---------------- | ---------------- | ---- | ------------- |
| 2000年 | 168              | 83               |      | [ 大阪府 1 ]  |
| 2001年 | 161              | 80               |      | [ 大阪府 2 ]  |
| 2002年 | 144              | 70               |      | [ 大阪府 3 ]  |
| 2003年 | 133              | 66               |      | [ 大阪府 4 ]  |
| 2004年 | 129              | 64               |      | [ 大阪府 5 ]  |
| 2005年 | 119              | 58               |      | [ 大阪府 6 ]  |
| 2006年 | 101              | 49               |      | [ 大阪府 7 ]  |
| 2007年 | 88               | 43               | 95位 | [ 大阪府 8 ]  |
| 2008年 | 89               | 43               |      | [ 大阪府 9 ]  |
| 2009年 | 90               | 43               |      | [ 大阪府 10 ] |
| 2010年 | 87               | 40               |      | [ 大阪府 11 ] |
| 2011年 | 85               | 39               |      | [ 大阪府 12 ] |
| 2012年 | 86               | 39               | 97位 | [ 大阪府 13 ] |
| 2013年 | 89               | 42               | 96位 | [ 大阪府 14 ] |
| 2014年 | 98               | 47               | 95位 | [ 大阪府 15 ] |
| 2015年 | 113              | 55               | 93位 | [ 大阪府 16 ] |
| 2016年 | 114              | 57               | 94位 | [ 大阪府 17 ] |
| 2017年 | 122              | 61               | 93位 | [ 大阪府 18 ] |
| 2018年 | 125              | 63               | 93位 | [ 大阪府 19 ] |
| 2019年 | 141              | 72               | 92位 | [ 大阪府 20 ] |

## 駅周辺

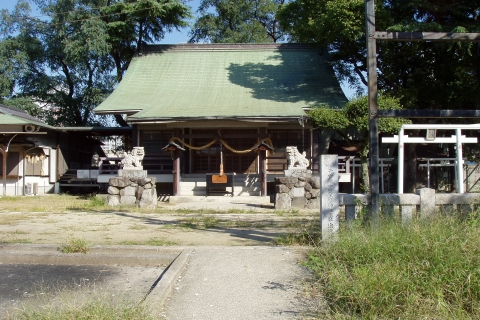
浪速神社 本殿（2006年10月）

駅周辺は工場が多く、線路の東側には住宅や公園もある。駅前には荒地が広がっており、全く整備されていない。
- 木津川
- 浪速神社
- 白木神社
- 北津守東公園
- 大阪市立北津守小学校
- 大阪府病院協会看護専門学校
- 西成北津守郵便局
- ラ・ムー 北津守店
- 阪神高速15号堺線

## 特記事項

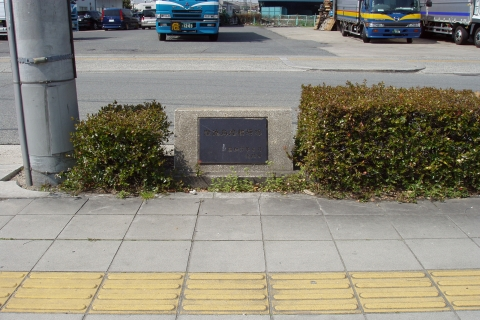
難波島渡船址（旧貨物ヤードそばにあり、ここから大正方面に貨物輸送されていた）

高野鉄道の大阪側ターミナルである汐見橋駅は、現在千日前通となっている桜川や大阪市街地の幸町に阻まれて、湊町駅（現・JR難波駅）のように道頓堀川から入堀を設けることができない立地だった。そのため、高野鉄道は当駅の西側に木津川から入堀を設けて水運を必要とする貨物輸送に対応していた。木津川航路で最も賑わっていた難波島・三軒家に近接し、入堀と貨物ヤードを有する貨物駅兼用だった当駅は、今では想像もつかないほど活気があった。例えば、紀伊山地で伐採された材木（吉野杉など）は橋本駅で貨車に積込み当駅まで運び、さらに近くにある渡船を経由して、大正区方面などに貨物輸送されていた。大正区には1960年代まで貯木場が多数あったため（現在は住之江区平林に移転）、材木の積みおろし駅として当駅は重要な役割を担っていたのである。ちなみに貨物取扱時代の名残で貨物側線が残っており、規模のわりに広い駅構内となっている。
かつては当駅のすぐ隣にレンガ工場があり、そこで生産されたレンガが友ヶ島の砲台などに使用された。

## 隣の駅
南海電気鉄道
 高野線（汐見橋線）
芦原町駅 (NK06-4) - 木津川駅 (NK06-3) - 津守駅 (NK06-2)
- 括弧内は駅番号を示す。

### 利用状況
大阪府統計年鑑
1. ↑  大阪府統計年鑑（平成13年） (PDF)
2. ↑  大阪府統計年鑑（平成14年） (PDF)
3. ↑  大阪府統計年鑑（平成15年） (PDF)
4. ↑  大阪府統計年鑑（平成16年） (PDF)
5. ↑  大阪府統計年鑑（平成17年） (PDF)
6. ↑  大阪府統計年鑑（平成18年） (PDF)
7. ↑  大阪府統計年鑑（平成19年） (PDF)
8. ↑  大阪府統計年鑑（平成20年） (PDF)
9. ↑  大阪府統計年鑑（平成21年） (PDF)
10. ↑  大阪府統計年鑑（平成22年） (PDF)
11. ↑  大阪府統計年鑑（平成23年） (PDF)
12. ↑  大阪府統計年鑑（平成24年） (PDF)
13. ↑  大阪府統計年鑑（平成25年） (PDF)
14. ↑  大阪府統計年鑑（平成26年） (PDF)
15. ↑  大阪府統計年鑑（平成27年） (PDF)
16. ↑  大阪府統計年鑑（平成28年） (PDF)
17. ↑  大阪府統計年鑑（平成29年） (PDF)
18. ↑  大阪府統計年鑑（平成30年） (PDF)
19. ↑  大阪府統計年鑑（令和元年） (PDF)
20. ↑  大阪府統計年鑑（令和2年） (PDF)